# Typhoon Club
Typhoon Club (台風クラブ Taifū kurabu?) es una película japonesa dirigida por Shinji Sōmai y estrenada el 31 de agosto de 1985.

## Descripción general
El guion fue semifinalista en el concurso de guiones de la Director's Company. Ganó el Gran Premio en la categoría de Cine Joven en el primer Festival Internacional de Cine de Tokio y la actriz Yuka Onishi obtuvo el Premio a la Mejor Actriz Revelación en la séptima edición del Festival de Cine de Yokohama.
La película expresa la vulnerabilidad y fragilidad de un grupo de adolescentes, cuyas emociones reprimidas explotan ante la llegada de un tifón. La obra contiene expresiones a priori difíciles de entender, así como un lenguaje extremo que probablemente hoy estaría sujeto a regulación, y que sirven para resaltar la complejidad de los sentimientos de los personajes.
El director italiano Bernardo Bertolucci, quien fue juez en el Festival Internacional de Cine de Tokio, dijo que la obra lo había inspirado creativamente. La película también atrajo la atención sobre la actriz Youki Kudoh, quien llevó a cabo una apasionada actuación, y el actor Tomokazu Miura, que hasta entonces había interpretado muchos personajes modélicos, dio un giro de 180 grados a su imagen anterior.

Como finalista del Gran Premio de Cine Joven del Festival Internacional de Cine de Tokio, Sōmai recibió 750.000 dólares para financiar su siguiente película, dinero que utilizó para realizar Luminous Woman.
Una versión restaurada en 4K fue lanzada en septiembre de 2023.  

## Reparto
- Yuichi Mikami como Kyoichi Mikami
- Youki Kudoh como Rie Takami
- Tomokazu Miura como Teacher Umemiya
- Yuka Onishi como Michiko Omachi
- Yuriko Fuchizaki como Midori Morisaki
- Shingo Tsurumi
- Tomiko Ishii como Katsue Yagisawa